# He Yingqin
He Yingqin (en chino tradicional, 何應欽; en chino simplificado, 何应钦; pinyin, Hé Yìngqīn; Wade-Giles, Ho Ying-chin; 2 de abril de 1890 – 21 de octubre de 1987) fue un político y militar chino, conocido por haber sido uno de los miembros más destacados del Kuomintang (KMT) durante la China republicana, y un estrecho colaborador de Chiang Kai-shek. Alcanzó el rango de general y ocupó importantes puestos en el Ejército nacionalista.

## Biografía

### Juventud y carrera militar
He Yingqin nació en la ciudad de Xingyi, el 2 de abril de 1890. En su juventud realizó estudios militares en academias chinas, y en vista de sus capacidades militares, el ministro de la guerra del gobierno Qing lo envió a Japón, donde asistió a la prestigiosa Academia del Ejército Imperial Japonés. Durante su estancia en Japón, He se unió a la sociedad secreta Tongmenghui de tendencia anti monárquica. Colaboró en la Revolución de Xinhai —que logró acabar con la dinastía Qing e instaurar la República—, aunque tras la contrarrevolución de Yuan Shikai hubo de huir a Japón. Tras la muerte de Yuan Shikai en 1916, volvió a China.
En 1924 fue nombrado director de la recién establecida Academia Militar de Whampoa, contando con el beneplácito del presidente Sun Yat-sen y del líder del Kuomintang, Chiang Kai-shek. En Wamphoa tuvo como ayudante militar a Ye Jianying, y con la colaboración de asesores soviéticos —liderados por Vasili Blücher—, formó las primeras unidades del nuevo Ejército Nacional Revolucionario, que había sido establecido en julio de aquel mismo año.

### Guerra Civil
Durante la llamada Expedición del Norte (1926), He volvió a destacar por sus habilidades militares. El líder del Kuomintnag, Chiang Kai-shek, organizó una campaña militar que buscaba recuperar el control de la mayor parte de China que en aquel momento se encontraba bajo dominio de los señores de la guerra. He Yingqin defendía el este de Cantón con dos divisiones, y aunque el enemigo contaba con cinco veces más soldados que él, He disfrutaba de información sobre los planes de los generales de Fujian. Cuando estos invadieron Cantón con el objetivo de apoderarse de las ciudades a orillas del río de las Perlas el 27 de septiembre de 1926, He contraatacó en Fujian, conquistó la base de las fuerzas enemigas en Yongding el 10 de octubre y luego volvió a Cantón a batir a los invasores. Las victorias de He hicieron que Kai-shek lo nombrase jefe del Ejército de la Ruta Oriental, compuesto de unidades del 1.er, 14.º y 17.º ejércitos y le encargase conquistar todo Fujian. A continuación, He avanzó ordenadamente por la costa, conquistando las principales ciudades, y logró que los buques de la Marina destinados en la provincia se pasasen a sus filas, capturasen miles de soldados enemigos y, el 3 de diciembre, capturasen la capital provincial, Fuzhou. He alcanzó la urbe el 18 de aquel mes, lo que prácticamente le hizo dueño de toda la zona.
En abril de 1927 He tuvo un destacado papel durante la Matanza de Shanghái, que supuso la violenta represión del Partido Comunista y el inicio de la Guerra Civil entre el Kuomintang y los comunistas. En 1928 perdió gran parte de su poder después de un incidente con Chiang Kai-shek, ya que anteriormente He no había apoyado al líder del KMT durante una agria disputa con Wang Jingei y Li Zongren, rivales de Chiang dentro del partido. Sin embargo, durante la Guerra de las Planicies Centrales (1930) se mostró fiel hacia Chiang, por lo que volvió a ganar su confianza y en recompensa fue nombrado ministro de la guerra, recuperando su antiguo poder dentro del Ejército. 
Entre abril y mayo de 1931 lideró una ofensiva gubernamental contra las fuerzas de la pequeña República Soviética China, al frente de un Ejército de 200.000 soldados. A pesar de enfrentarse solo a una fuerza de unos 30.000 comunistas, la ofensiva de He Yingqin fracasó estrepitosamente, a un coste de 30.000 bajas para su ejército.

### Conflictos con Japón
He Yingqin era conocido por sus posturas pro-japonesas. Cuando en septiembre de 1931 se produjo el Incidente de Mukden y el Ejército japonés invadió Manchuria, lo que supuso la apertura de un nuevo frente de conflicto. Chiang Kai-shek acabó sustituyendo Zhang Xueliang al frente de las fuerzas chinas en la zona por He Yingqin, en parte por la incapacidad de Zhang por frenar al Ejército de Kwantung y con la esperanza de que He pudiese negociar con los japoneses. En marzo de 1933 He Yingqin asumió el mando del Ejército del Noreste, y después de que los japoneses hubiesen avanzado hacia la Gran Muralla china, entabló negociaciones con ellos que llevaron a un alto el fuego y la firma de la llamada Tregua de Tanggu, el 31 de mayo de 1933. Un segundo acuerdo chino-japonés, el llamado «Acuerdo He-Umezu», se alcanzó a mediados de 1935. Tanto en el primero como en el segundo se constantó la claudicación china ante los japoneses, que establecieron una zona de influencia al norte de China, cerca de Beijing. Ello hizo de He Yingqin el centro del resintimiento popular por las políticas de apaciguamiento que practicaba el gobierno de Nankín hacia los militares japoneses.
Tras el comienzo de la Segunda guerra chino-japonesa, He se convirtió en jefe de Estado Mayor del Ejército Nacional Revolucionario, puesto que le llevó a tener un importante papel en la estrategia y la planificación bélica. Posteriormente, entre 1944 y 1946 fue comandante en jefe del Ejército, aunque a la vez perdió su puesto como ministro de Defensa nacional en favor de Chen Cheng. El 9 de septiembre de 1945 fue la autoridad que aceptó la rendición de las fuerzas japonesas en China, en Nankín.

### Últimos años
Tras la reanudación de la Guerra civil entre el Kuomintang y los comunistas, He perdió poder frente a Bai Chongxi y Cheng Chen. Pasó a dirigir la delegación militar china en el Consejo de Seguridad de las Naciones Unidas, lo que pudo considerarse una especie de exilio mientras la Guerra civil se intensificaba y el Kuomintang perdía la contienda. Ante el agravamiento de la situación militar, en 1949 Li Zongren pidió a He que asumiera el puesto de primer ministro y ministro de defensa. Este aceptó inicialmente, pero acabaría dimitiendo de todos sus puestos después de que las fuerzas comunistas consiguieran cruzar el río Yangtsé. Se retiró a Taiwán a finales de 1949, y no volvió a ocupar ningún puesto relevante durante el resto de su vida. Falleció en Taipéi en 1987.